# Пйотр Шверчевський
Пйотр Ярослав Шверчевський (пол. Piotr Jarosław Świerczewski, нар. 8 квітня 1972, Новий Сонч) — колишній польський футболіст, що грав на позиції півзахисника. Після завершення ігрової кар'єри став футбольним тренером.
Насамперед відомий виступами за клуби «Бастія» та «Марсель», а також національну збірну Польщі.

## Клубна кар'єра
У дорослому футболі дебютував 1988 року виступами за ГКС (Катовиці), в якому провів п'ять сезонів, взявши участь у 101 матчі чемпіонату.
Протягом 1993–1995 років захищав кольори французького «Сент-Етьєна».
Своєю грою привернув увагу представників тренерського штабу «Бастії», до складу якого приєднався влітку 1995 року. Відіграв за команду з Бастії наступні шість сезонів своєї ігрової кар'єри. Більшість часу, проведеного у складі «Бастії», був основним гравцем команди. Протягом 1999 року на правах оренди захищав кольори японського клубу «Гамба Осака».
Влітку 2001 року уклав контракт з клубом «Марсель», у складі якого провів наступні два роки своєї кар'єри гравця.
2003 року перейшов в «Бірмінгем Сіті», проте заграти в Англії не зумів і в тому ж році повернувся на батьківщину, де виступав за низку місцевих клубів.
2010 року завершив професійну ігрову кар'єру у клубі ЛКС (Лодзь), у складі якого вже виступав раніше.

## Виступи за збірну
У складі олімпійської збірної Польщі став срібним призером Олімпійських іграх 1992 року.
26 листопада 1992 року дебютував в офіційних матчах у складі національної збірної Польщі в грі проти збірної Аргентини.
У складі збірної був учасником чемпіонату світу 2002 року в Японії і Південній Кореї, де зіграв у двох матчах.
Протягом кар'єри у національній команді, яка тривала 12 років, провів у формі головної команди країни 70 матчів, забивши 1 гол.

## Тренерська діяльність
З 15 квітня 2011 року до кінця сезону 2010/11 разом з Мацеєм Сливовським складав дует тренерів клубу «Зніч» (Прушкув).
2012 року він працював тренером у ЛКС (Лодзь), але не зміг врятувати клуб від вильоту і починаючи з 1 червня 2012 року був призначений директором спортивного клубу.
12 вересня 2012 року Шверчевський був офіційно оголошений новим тренером клубу «Мотор» (Люблін), який тренував менше року.

## Статистика

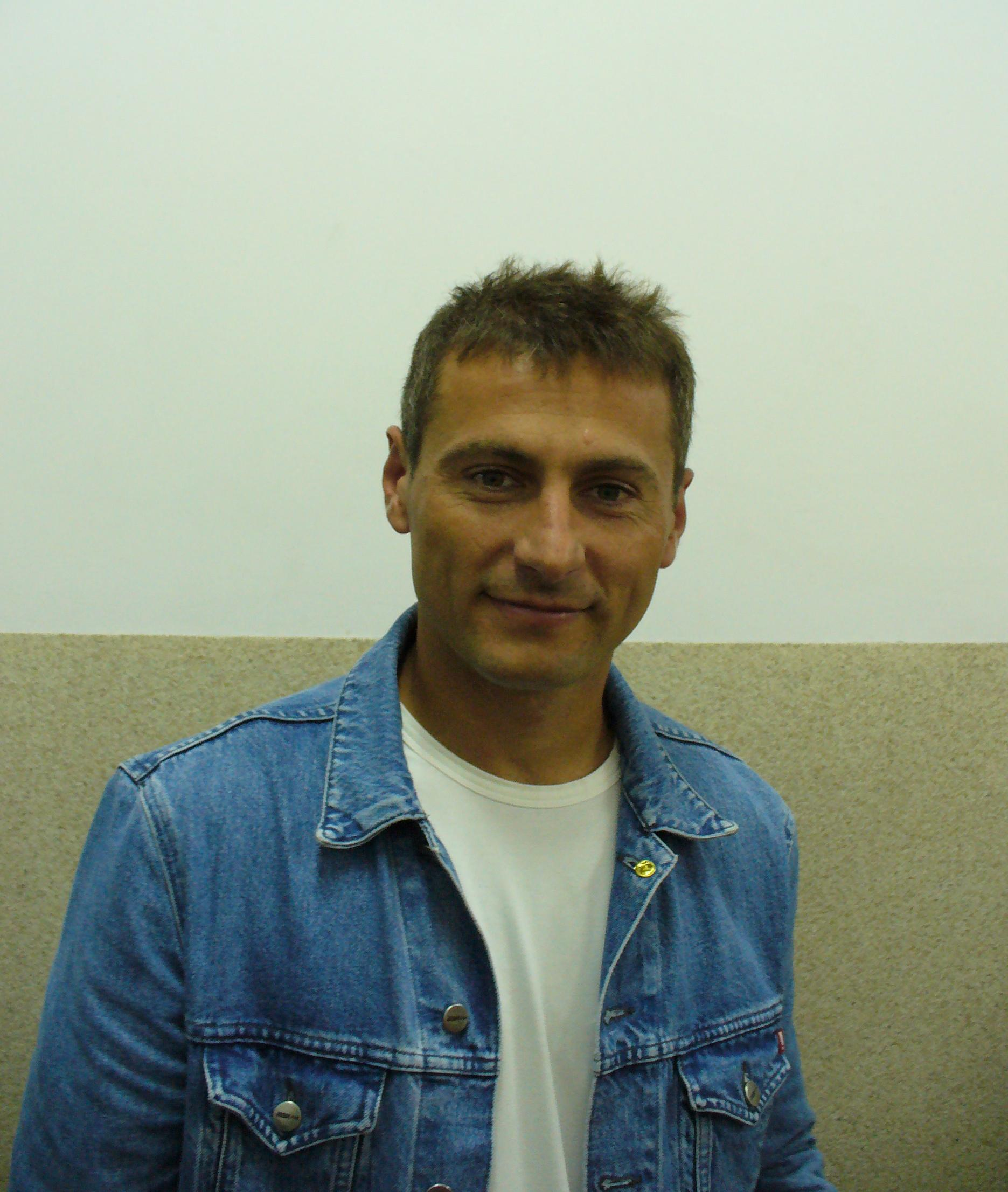
Пйотр Шверчевський у 2007 році

### Клубна
| Чемпіонат | Чемпіонат           | Чемпіонат    | Ліга | Ліга |
| Сезон     | Клуб                | Ліга         | Ігри | Голи |
| Польща    | Польща              | Польща       | Ліга | Ліга |
| --------- | ------------------- | ------------ | ---- | ---- |
| 1988/89   | ГКС (Катовиці)      | Екстракляса  | 1    | 0    |
| 1989/90   | ГКС (Катовиці)      | Екстракляса  | 15   | 1    |
| 1990/91   | ГКС (Катовиці)      | Екстракляса  | 28   | 0    |
| 1991/92   | ГКС (Катовиці)      | Екстракляса  | 30   | 2    |
| 1992/93   | ГКС (Катовиці)      | Екстракляса  | 27   | 1    |
| Франція   | Франція             | Франція      | Ліга | Ліга |
| 1993/94   | «Сент-Етьєн»        | Ліга 1       | 31   | 1    |
| 1994/95   | «Сент-Етьєн»        | Ліга 1       | 30   | 1    |
| 1995/96   | «Бастія»            | Ліга 1       | 35   | 1    |
| 1996/97   | «Бастія»            | Ліга 1       | 33   | 4    |
| 1997/98   | «Бастія»            | Ліга 1       | 31   | 2    |
| 1998/99   | «Бастія»            | Ліга 1       | 20   | 1    |
| Японія    | Японія              | Японія       | Ліга | Ліга |
| 1999      | → «Гамба Осака»     | Джей-ліга    | 12   | 2    |
| Франція   | Франція             | Франція      | Ліга | Ліга |
| 1999/00   | «Бастія»            | Ліга 1       | 30   | 1    |
| 2000/01   | «Бастія»            | Ліга 1       | 32   | 3    |
| 2001/02   | «Марсель»           | Ліга 1       | 25   | 1    |
| 2002/03   | «Марсель»           | Ліга 1       | 10   | 0    |
| Англія    | Англія              | Англія       | Ліга | Ліга |
| 2002/03   | «Бірмінгем Сіті»    | Прем'єр-ліга | 1    | 0    |
| Польща    | Польща              | Польща       | Ліга | Ліга |
| 2003/04   | «Лех»               | Екстракляса  | 19   | 0    |
| 2004/05   | «Лех»               | Екстракляса  | 12   | 1    |
| 2005/06   | «Лех»               | Екстракляса  | 27   | 3    |
| 2006/07   | «Дискоболія»        | Екстракляса  | 26   | 1    |
| 2007/08   | «Корона» (Кельце)   | Екстракляса  | 9    | 0    |
| 2007/08   | «Дискоболія»        | Екстракляса  | 11   | 1    |
| 2008/09   | «Полонія»           | Екстракляса  | 3    | 0    |
| 2008/09   | ЛКС (Лодзь)         | Екстракляса  | 8    | 2    |
| 2009/10   | «Заглемб'є» (Любін) | Екстракляса  | 13   | 0    |
| 2009/10   | ЛКС (Лодзь)         | Перша ліга   |      |      |
| Країна    | Польща              | Польща       | 229  | 12   |
| Країна    | Франція             | Франція      | 277  | 15   |
| Країна    | Японія              | Японія       | 12   | 2    |
| Країна    | Англія              | Англія       | 1    | 0    |
| Всього    | Всього              | Всього       | 519  | 29   |

### Збірна
| Збірна Польщі | Збірна Польщі | Збірна Польщі |
| Роки          | Ігри          | Голи          |
| ------------- | ------------- | ------------- |
| 1992          | 2             | 0             |
| 1993          | 10            | 1             |
| 1994          | 3             | 0             |
| 1995          | 8             | 0             |
| 1996          | 0             | 0             |
| 1997          | 7             | 0             |
| 1998          | 8             | 0             |
| 1999          | 6             | 0             |
| 2000          | 9             | 0             |
| 2001          | 9             | 0             |
| 2002          | 6             | 0             |
| 2003          | 2             | 0             |
| Всього        | 70            | 1             |

## Титули і досягнення
- Срібний олімпійський призер: 1992
- Володар Кубка Інтертото (1):

«Бастія»: 1997
- Володар Кубка Польщі (4):

ГКС (Катовиці): 1990-91, 1992-93
«Лех»: 2003-04
«Дискоболія»: 2006-07
- Володар Кубка Екстракляси (2):

«Дискоболія»: 2007, 2008
- Володар Суперкубка Польщі (2):

ГКС (Катовиці): 1991
«Лех»: 2004